# Kakost dlanitosečný
Kakost dlanitosečný, někdy též kakost dvousečný, (Geranium dissectum) je jednoletá rostlina z čeledi kakostovité, výjimečně může být i ozimá. V ČR s různou frekvencí výskytu roste téměř po celém území.

## Popis

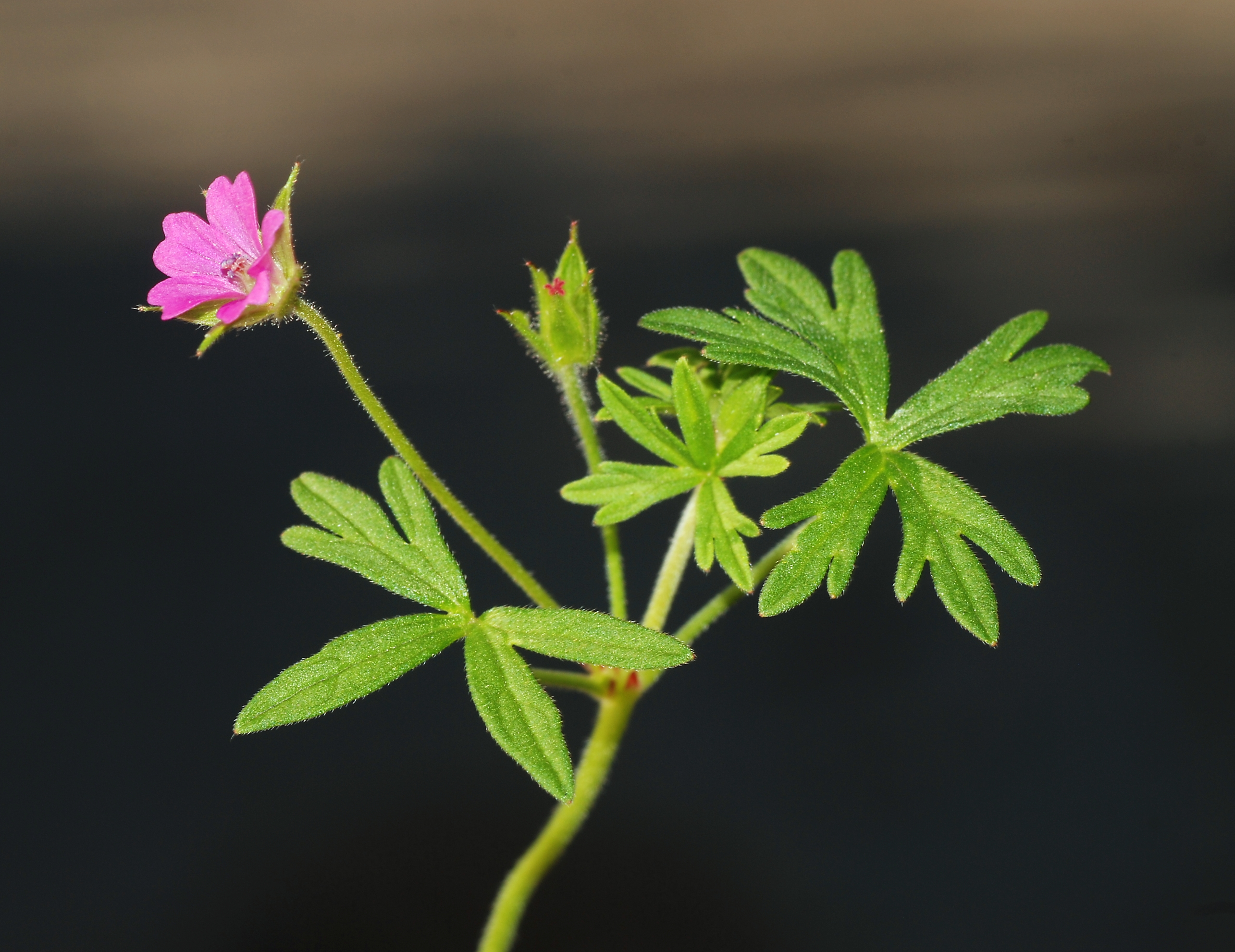
Květ a listy

Kakost dlanitosečný je jednoletá rostlina s lodyhou vysokou 30–50 cm, pokrytou chlupy. Listy v přízemní růžici mají dlanitodílnou čepel, lodyžní listy jsou tvarem podobné, na okrajích jsou chlupaté. Okvětní lístky jsou zbarveny do nachova a jsou na vrcholu vykrojené, samotné květy pak rozkvétají v různou dobu. Plodem je hnědý zobanitý plod, jeho délka se pohybuje v rozmezí 14–16 mm. Kvete od května do července.

## Výskyt
Kakost dlanitosečný je kosmopolitní druh preferující pole, meze, rumiště a náspy silnic i železnic, v zahradách roste jako plevel. Roste od nížin do podhůří.